# Cathédrale du Christ-Roi de Stanley
Pour les articles homonymes, voir Cathédrale du Christ-Roi.
La cathédrale du Christ-Roi (en anglais Christ Church Cathedral) est la cathédrale  de Stanley, la capitale des îles Malouines (connues en anglais comme Falkland Islands).
C'est la cathédrale anglicane la plus méridionale du monde, et aussi l'une des églises chrétiennes situées les plus au sud, toutes confessions confondues. 
Elle est le siège d'un diocèse autonome, couvrant les îles Malouines, la Géorgie du Sud, les îles Sandwich du Sud et le Territoire antarctique britannique (British Antarctic Territory), dont l'évêque était autrefois résident. Depuis 1978, c'est l'archevêque de Cantorbéry qui en assure la charge, en même temps que celle de métropolitain. Dans la pratique, celui-ci est représenté par un évêque délégué, dont le titre est « évêque pour les Îles Malouines » (et non plus « évêque des Îles Malouines »).
Une image de la cathédrale apparaît au verso des billets de banque des îles Malouines. 

## Historique

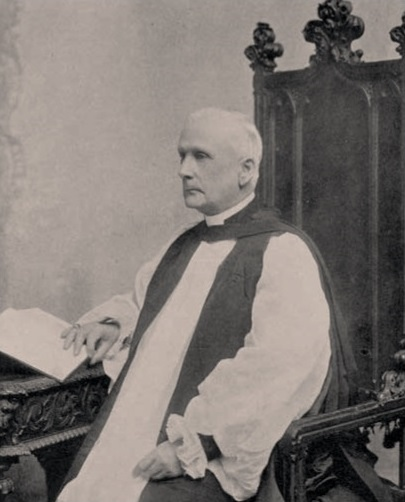
L'évêque Waite Hockin Stirling

Après la prise de possession par les Britanniques et le transfert du centre administratif de Port-Louis à Stanley, une aile de l'immeuble de la Bourse fut réservée pour servir comme lieu de culte : cette église « de la Sainte Trinité » (Holy Trinity Church) ne fut cependant jamais consacrée.
Le 21 décembre 1869 fut consacré, en l'abbaye de Westminster, le premier évêque du diocèse des Îles Malouines nouvellement érigé dont la juridiction s'étendait pratiquement sur toute l'Amérique du Sud, à l'exception de la Guyane britannique. Le titulaire, Waite Hockin Stirling, était un missionnaire qui avait évangélisé les Indiens aborigènes (Yagans ou Yamanas) en Terre de Feu. Il considéra que l'église de la Sainte Trinité ne convenait pas comme cathédrale et lança en 1882 le projet d'un édifice digne de ce nom. D'ailleurs un glissement de terrain dû à une tourbière détruisit l'immeuble de la Bourse et l'église en 1886. 
L'évêque fut assisté dans ce projet par son chapelain, le Révérend Lowther E. Brandon ; le gouvernement des îles céda le terrain et le droit d'extraire les pierres nécessaires. Une souscription fut lancée au Royaume-Uni. Les plans de l'édifice furent dessinés par  Arthur Blomfield. La première pierre fut posée le 6 mars 1890 et les travaux furent dirigés par un maître d'œuvre venu d'Angleterre. La construction coûta au total environ  douze mille livres Sterling.
La consécration eut lieu le 21 février 1892. L'évêque Stirling resta en poste jusqu'en 1902, année ou il retourna en Angleterre et devint precentor puis évêque coadjuteur du diocèse de Wells ; il devait décéder en 1923.

## L'édifice

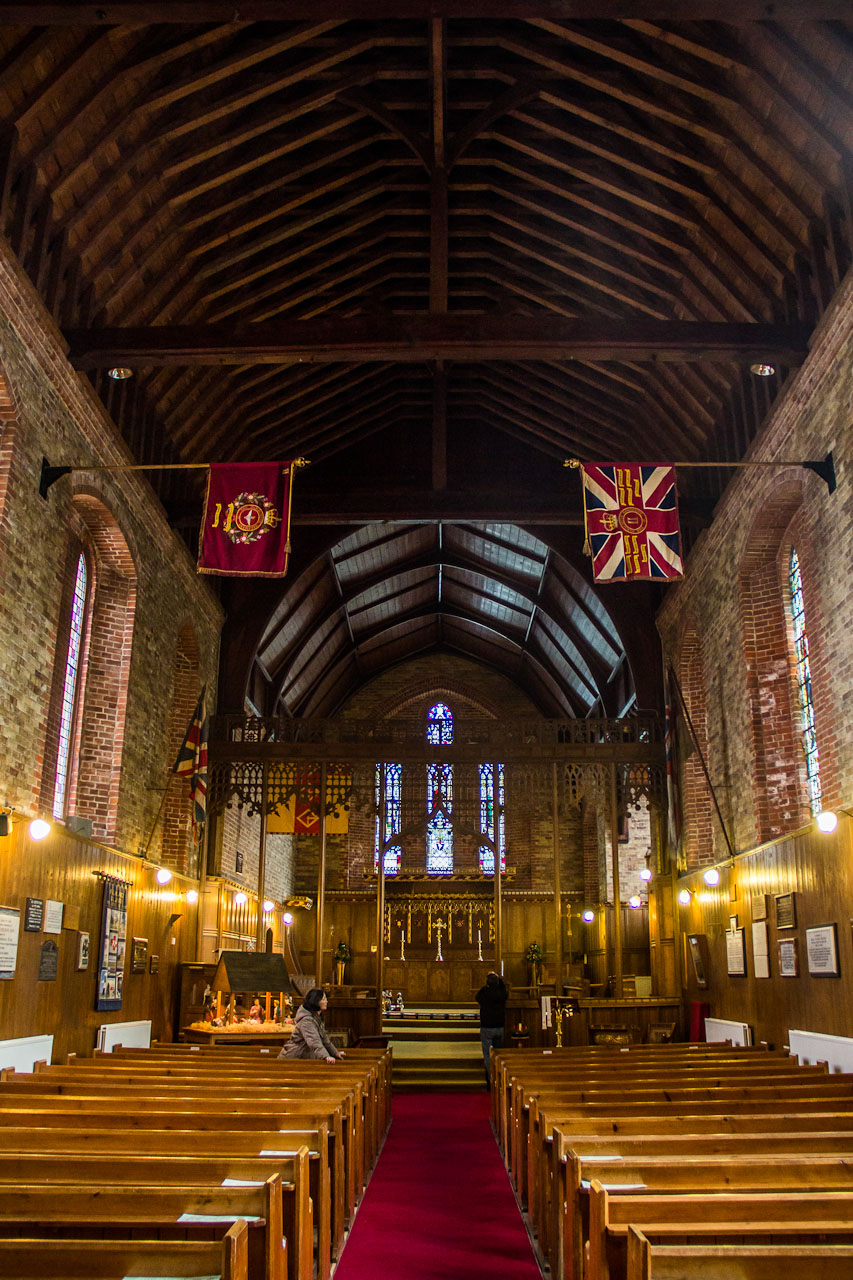

La cathédrale est située sur Ross Road, principale avenue de Stanley qui longe la mer, près du port. À l'écart devant le clocher se trouve la Whale Bone Arch, sorte de portique constitué des os de la mâchoire de baleines bleues et élevé en 1933 pour célébrer le centenaire de la souveraineté britannique sur les îles Malouines. 
L'église est construite en pierre du pays avec parement de brique rouge. Elle mesure environ 35 m de long pour 15 m de large, possède un clocher doté d'une horloge et de cinq cloches. 
L'entrée se situe latéralement du côté de la mer (vers le nord), au pied du clocher. L'édifice possède une nef unique avec un petit transept ; le toit n'est pas voûté (charpente apparente).
La cathédrale possède de nombreux éléments de décoration, plusieurs vitraux, diverses plaques commémoratives, drapeaux, etc.

### Les vitraux

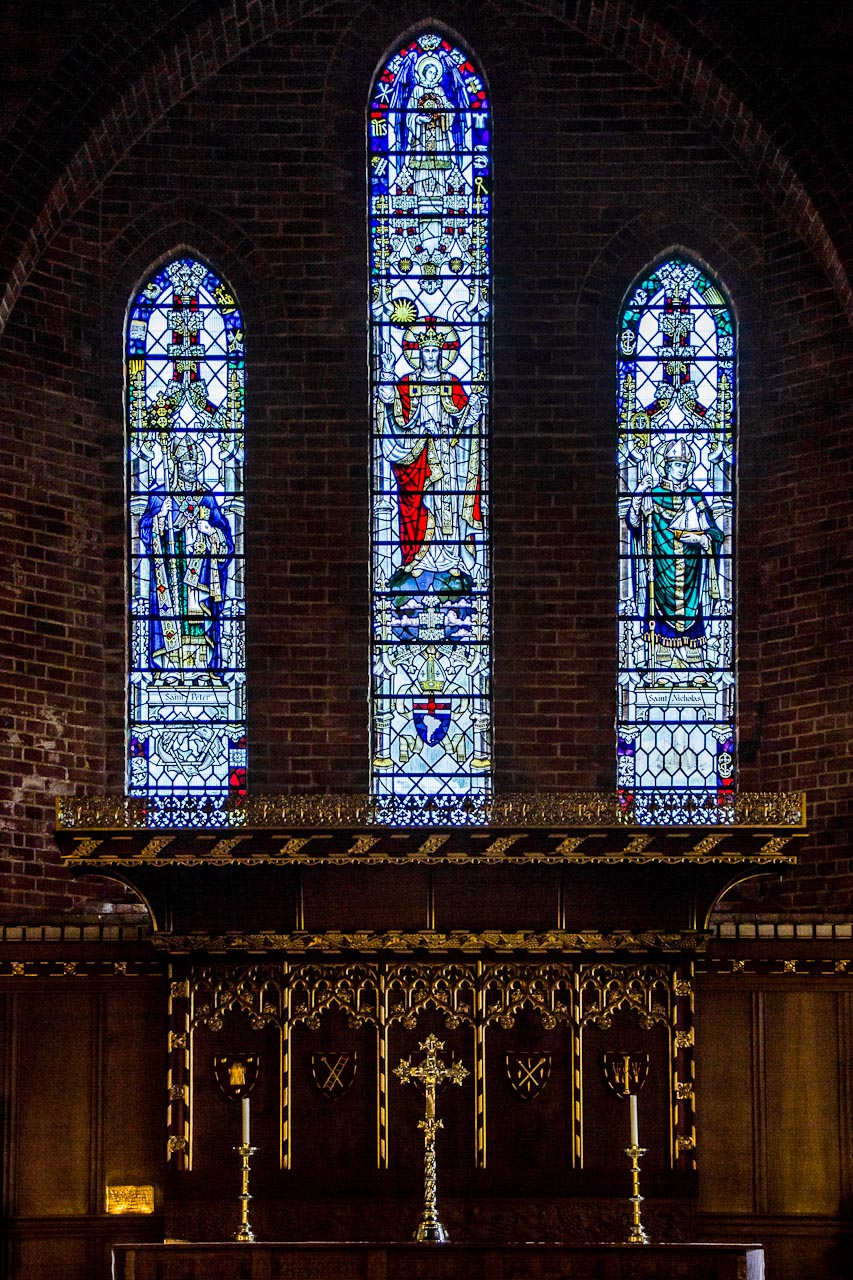
Les vitraux de l'abside

Les vitraux situés au fond de la nef, au-dessus de l'autel, donc du côté oriental, furent dédicacés le 31 juillet 1927 en mémoire du premier évêque, fondateur de la cathédrale, Waite Hockin Stirling.
Ils sont au nombre de trois : au centre est figuré le Christ régnant sur le monde ; à gauche saint Pierre (qui était pêcheur), et y est représentée la maison construite à l'initiative de Stirling pendant sa mission en Terre de Feu (la Casa Stirling, aujourd'hui restaurée et conservée à Puerto Williams) ; à droite, saint Nicolas, en tant que patron des marins, portant un modèle du bateau utilisé par Stirling pour visiter son très vaste diocèse, avec une vue du cap Horn, extrémité méridionale de l'Amérique du Sud.
Les vitraux situés près de l'entrée, du côté occidental sont au nombre de quatre, au centre des représentations du Christ en majesté et du Bon Pasteur, encadrés de deux autres, de moindre hauteur, ornés de figures géométriques.
Plusieurs autres vitraux se situent sur les côtés de la nef, dont un dédicacé le 22 mai 1988 en mémoire des soldats britanniques tombés lors de la guerre des Malouines. Sur celui-ci sont figurés plusieurs symboles locaux : la cathédrale elle-même avec Whalebone Arch, une vue du port, enfin les montagnes de la Géorgie du Sud avec l'église de Grytviken.

### L'orgue

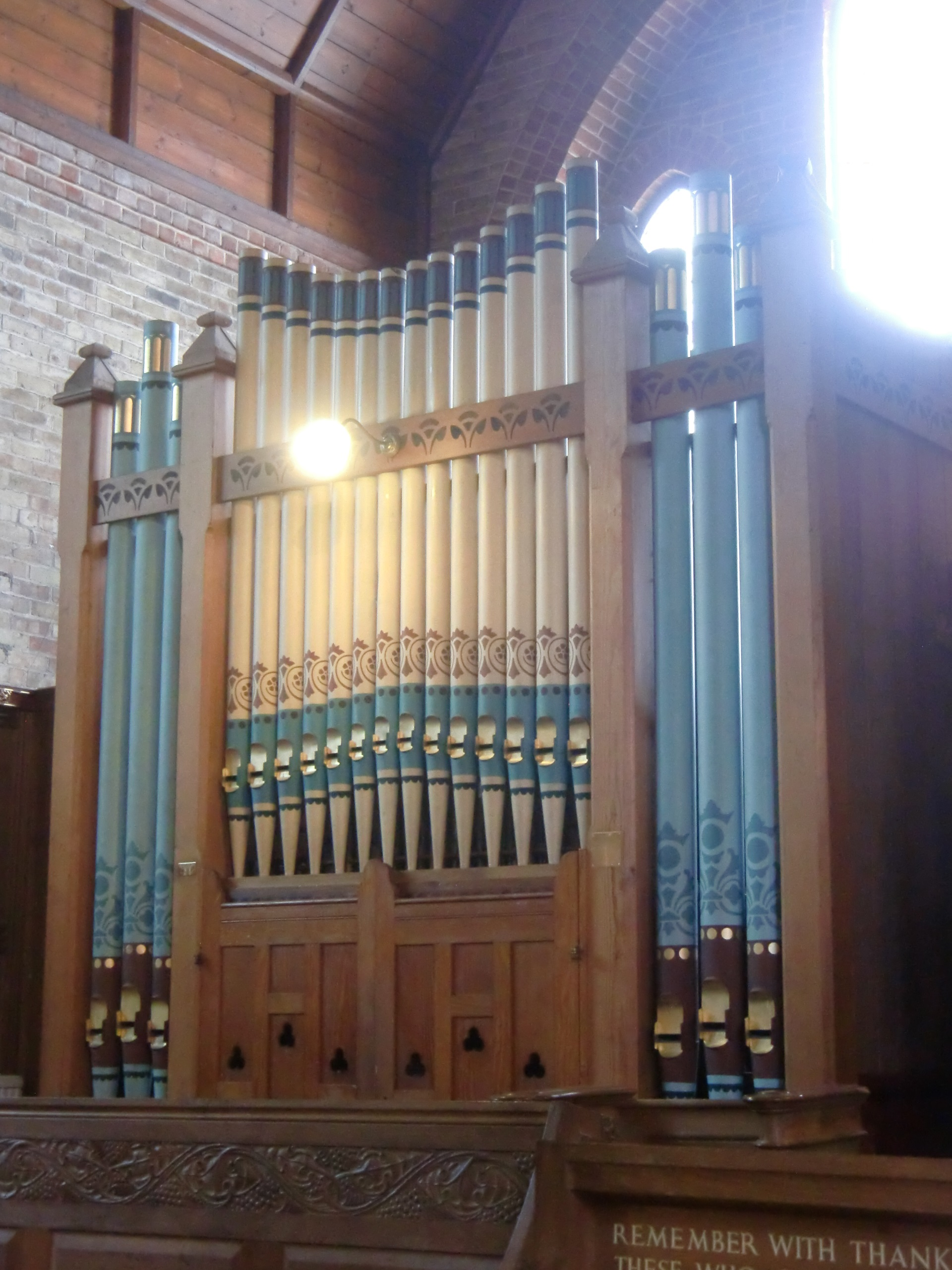
Orgue de la cathédrale

La cathédrale possède un orgue situé non loin de l'autel, dans le bras sud du transept. 
Il a été construit par la maison Telford & Telford à Dublin et inauguré le 21 janvier 1893. Cet orgue possède deux claviers, un pédalier et un total de 466 tuyaux de bois ou de métal. 
Un détail particulier est que les vingt tuyaux de façade (tuyaux « de montre ») sont peints, ce que l'on retrouve assez souvent en Angleterre.